# Carl Leo Stearns
Carl Leo Stearns (14 de septiembre de 1892 - 28 de noviembre de 1972) fue un astrónomo estadounidense. Director del Observatorio Van Vleck, se especializó en el cálculo de paralajes estelares.

## Semblanza
Después de graduarse en la Universidad Wesleyana en 1917 con altos honores en general y honores especiales en matemáticas, Stearns se doctoró por la Universidad de Yale. Comenzó a trabajar como docente de matemáticas y astronomía en la Universidad Wesleyana en 1919, pasando a ser profesor ayudante en 1920, profesor asociado en 1942 y profesor titular en 1944.
Dirigió el departamento de astronomía en la Wesleyana, siendo nombrado en 1960 profesor Fisk emérito de astronomía. Entre 1960 y 1971, después de ejercer como ayudante, pasó a dirigir el Observatorio Van Vleck; siendo el segundo astrónomo en ocupar este puesto.
Durante su carrera calculó trigonométricamente más de 200 paralajes estelares. En 1927 descubrió el cometa 1927 IV (cometa Stearns, 1927d), uno de los mayores cometas descubiertos, que mantiene el récord de la máxima distancia heliocéntrica observada.

## Eponimia
- El cráter lunar Stearns.[2]
- El asteroide (2035) Stearns.[3]